# Kurjai járás
A Kurjai járás (oroszul Курьи́нский райо́н) Oroszország egyik járása az Altaji határterületen. Székhelye Kurja.

A Kurjai járás az Altaji határterületen

## Népesség
- 1989-ben 14 012 lakos volt.
- 2002-ben 13 492 lakosa volt, melyből 12 743 orosz, 387 német, 107 örmény, 93 ukrán, 45 kazah, 21 fehérorosz, 18 tatár, 13 cigány stb.
- 2010-ben 11 079 lakosa volt.